# 산청중학교 차황분교
산청중학교 차황분교(山淸中學校 車黃分校)는 경상남도 산청군 차황면 부리에 있었던 공립 중학교이다.

## 학교 연혁
- 1964년 3월 20일: 차황고등공민학교 인가
- 1965년 12월 24일: 산청중학교 차황분교 인가
- 1966년 3월 10일: 개교
- 1970년 9월 1일: 차황중학교 개편 인가
- 2008년 3월 1일: 산청중학교 차황분교장 개편 인가
- 2017년 2월 6일: 제48회 졸업식(2명) 총 3,109명 졸업
- 2017년 3월 2일: 신입생 입학식(1명)
- 2018년 2월 28일: 폐교 및 산청중학교로 통합[1], 52년만에 폐업

## 참고 자료
- 산청중학교 차황분교 - 한국교육학술정보원 학교알리미